# 福島県教育センター
福島県教育センター（ふくしまけんきょういくセンター、英称：Fukushima Prefectural Education Center）は、福島県が設置する教育に関する研究及び教育関係職員の研修を行う機関である。

## 概要
福島県教育センターは福島県における教育の振興及び充実を図るため、1971年前身の福島県教育研究所及び福島県理科教育センターを廃止して設置される。

## 所在地
- 福島県教育センター - 福島県福島市瀬上町字五月田16番地

## 事業
事業内容は下記の通りである。
1. 教育関係職員の研修に関すること
2. 教育に関する専門的、技術的事項の調査研究に関すること。
3. 情報処理教育に関すること
4. 教育相談に関すること
5. 教育に関する図書及び資料の作成、収集及び活用に関すること。
6. 前項に掲げるもののほか、その設置の目的を達成するために必要な事業に関すること。

## 沿革
- 1948年（昭和23年）11月 福島県教育研修所設置
- 1952年（昭和27年）4月 福島県教育調査研究所設置
- 1965年（昭和40年）4月 福島県教育研究所設置、併せて福島県理科教育センター発足。
- 1971年（昭和46年）3月 福島県教育研究所及び福島県理科教育センターを廃止
- 1971年（昭和46年）4月 福島県教育センター発足

## 組織
- 総務管理部
- 研究・研修部